# Strange Mercy
Strange Mercy è il terzo album discografico della cantautrice statunitense St. Vincent, pubblicato nel settembre 2011 dalla 4AD.

## Produzione e promozione
Il disco è stato scritto a Seattle, dove Annie Clark ha lavorato in totale isolamento. Per registrare il materiale ha usufruito delle studio di Jason McGerr. 
Il disco è stato annunciato con un post su Twitter nel gennaio 2011. La produzione, affidata come nel disco precedente Actor a John Congleton, è stata effettuata a Dallas, in Texas.
Per promuovere l'album, l'artista ha proposto dei teaser trailer diffusi su internet e ha reso disponibile in download gratuito il brano Surgeon nel luglio 2011. Nell'agosto 2011 è stato pubblicato il videoclip di Cruel, girato vicino a San Francisco. Un secondo video, relativo al brano Cheerleader, è stato pubblicato nel febbraio 2012 ed è stato diretto da Hiro Murai.

## Vendite e critica
L'album ha raggiunto la posizione #19 della Billboard 200 ed è stato accolto positivamente dalla critica.

## Tracce
Tutte le tracce sono state scritte e composte da Annie Clark, eccetto Year of the Tiger, scritta dalla stessa Annie con Sharon Clark.
1. Chloe in the Afternoon - 2:55
2. Cruel - 3:34
3. Cheerleader - 3:28
4. Surgeon - 4:25
5. Northern Lights - 3:33
6. Strange Mercy - 4:28
7. Neutered Fruit - 4:13
8. Champagne Year - 3:28
9. Dilettante - 4:03
10. Hysterical Strenght - 3:16
11. Year of the Tiger - 3:28

## Formazione
- Annie Clark - voce, chitarra, tastiere
- Daniel Hart - arrangiamenti archi, violino
- Brian LeBarton - tastiere
- Bobby Sparks - synth, clarinetto, piano wurlitzer
- Evan Smith - sax, clarinetto, flauto
- McKenzie Smith - batteria